# La Porcherie
La Porcherie – miejscowość i gmina we Francji, w regionie Nowa Akwitania, w departamencie Haute-Vienne.
Według danych na rok 1990 gminę zamieszkiwało 608 osób, a gęstość zaludnienia wynosiła 19 osób/km² (wśród 747 gmin Limousin La Porcherie plasuje się na 211. miejscu pod względem liczby ludności, natomiast pod względem powierzchni na miejscu 145.).

## Populacja

Populacja La Porcherie w latach 1962–2008